# Tatsuo Kawabata
Pour les articles homonymes, voir Tatsuo et Kawabata.
Tatsuo Kawabata (川端 達夫, Kawabata Tatsuo), né dans le district rural de Gamō et future ville d'Ōmihachiman, dans la préfecture de Shiga, le 24 janvier 1945, est un homme politique japonais, membre du Parti démocrate du Japon (PDJ).
Il est élu de 1986 à 2012 et de 2014 à 2017 à la Chambre des représentants, la chambre basse de la Diète du Japon, d'abord au vote unique non transférable pour l'ancien district correspondant à l'ensemble de sa préfecture natale de 1986 à 1996, puis au scrutin majoritaire pour la nouvelle 1re circonscription de Shiga de 1996 à 2005 et de 2009 à 2012, et à la proportionnelle dans le bloc législatif de Kinki de 2005 à 2009 et depuis 2014.
Il est également ministre de l'Éducation, de la Culture, des Sports, des Sciences et de la Technologie du 16 septembre 2009 au 17 septembre 2010 ainsi que ministre d'État de la Politique scientifique et technologique à partir du 7 janvier 2010 dans les 93e puis 94e Cabinets du Japon dirigés successivement par Yukio Hatoyama puis Naoto Kan.
Après son retrait de ce gouvernement, il a pris la présidence de la Commission des Règles et de l'Administration de la Chambre des représentants le 1er octobre 2010, avant de retrouver un portefeuille du 2 septembre 2011 au 1er octobre 2012 en tant que ministre des Affaires intérieures et des Communications ainsi que ministre d'État pour Okinawa et les Territoires du Nord, à la Promotion de la Souveraineté locale et à la Revitalisation régionale dans le 95e cabinet mené par Yoshihiko Noda.

## Origine, formation et carrière professionnelle
Tatsuo Kawabata est le deuxième fils d'une famille propriétaire depuis plus de trois siècles d'une pharmacie sise dans le district de Gamō puis, après 1954, dans la ville d'Ōmihachiman sur la rive sud-est du lac Biwa dans la préfecture de Shiga. Son frère aîné, Gohei Kawabata (川端五兵衞, Kawabata Gohei, né le 14 novembre 1937), a d'ailleurs hérité du commerce familial et fut maire d'Ōmihachiman de 1998 à 2006. Il passe toute sa scolarité dans cette dernière, jusqu'au lycée public préfectoral Higashi (Est) de Hikone dont il sort en 1963. Il rejoint ensuite la faculté d'ingénierie de l'Université de Kyoto dont il est diplômé en 1968, puis poursuit sa formation à l'école d'études avancées d'ingénierie de la même université pour y obtenir sa maîtrise (修士, Shūshi) en mars 1970.
Ses études terminées, il rejoint en avril 1970 les laboratoires centraux de recherche du groupe chimique et textile Toray Industries à Ōtsu, dans la préfecture de Shiga toujours. Il travaille tout particulièrement dans les systèmes de traitement des eaux, surtout sur le dessalement de l'eau de mer. Il s'investit aussi dans les activités syndicales au sein de l'entreprise, et prend en 1984 la tête de la section de Shiga du Conseil confédéral syndical de Toray (全東レ労働組合連合会, Zen-Toray Rōdōkumiai Rengōkai), membre de la Confédération japonaise des Syndicats de travailleurs chimistes, des services et généraux (日本化学・サービス・一般労働組合連合, Nihon Kagaku - Sābisu - Ippan Rōdōkumiai Rengō) ou CSG Rengō (CSG連合). Il se rapproche ainsi des milieux de gauche japonais, et tout particulièrement du Parti démocrate socialiste (PDS), mouvement créé en 1960 par des dissidents issus de l'aile droite et anti-communiste du Parti socialiste japonais (PSJ), préparant son entrée en politique.

## Premiers pas en politique: au PDS
Il est choisi par le PDS pour prendre la relève de Hachirō Nishida, député du parti dans la préfecture de Shiga pratiquement sans discontinuer depuis 1969, lors des élections législatives du 6 juillet 1986. Quittant alors sa carrière à Toray pour se lancer en politique, il fait campagne en s'appuyant essentiellement sur le soutien logistique, matériel et humain que lui apporte son syndicat. Il a toujours gardé par la suite un lien important avec ce dernier. Il est élu en cinquième position au vote unique non transférable pour cinq postes à pourvoir dans l'ancien unique district de Shiga, avec 80 432 voix soit 12,98 % des suffrages exprimés.
Siégeant à la Diète dans l'opposition au Parti libéral-démocrate (PLD, centre droit conservateur libéral), il est notamment l'un des directeurs en 1989 de la Commission spéciale d'enquête parlementaire sur l'affaire Recruit (scandale politico-financier ayant provoqué à l'époque la chute du Premier ministre Noboru Takeshita). Il occupe également des fonctions secondaires dans la direction du PDS. Il en est ainsi vice-président du Comité de contrôle du gouvernement en août 1988, puis président de la commission spéciale de la réforme du gouvernement et vice-président de celle des contre-propositions à la Diète en mars 1990, et est finalement secrétaire général adjoint du parti de juin à décembre 1994. Il améliore par la suite sans cesse ses résultats électoraux. Il est ainsi réélu en quatrième position aux législatives du 18 février 1990 avec 92 031 voix (13,9 %), mais surtout en deuxième place au scrutin suivant du 18 juillet 1993, avec 93 023 scrutins (14,27 %), loin derrière le candidat du Nouveau Parti pionnier (NPP) et ex-PLD Masayoshi Takemura (214 579 voix, 32,91 %) mais devant tous les libéraux-démocrates.
Le PDS s'inscrit d'ailleurs à cette occasion dans une vaste coalition gouvernementale anti-PLD et anti-communiste formée avec six autres partis : le PSJ, le Kōmeitō (centre d'inspiration bouddhiste), la Fédération social-démocrate (FSD, centre gauche) et les trois mouvements dissidents du PLD créés en 1992 et 1993 que sont le Shinseitō (centre droit libéral), le NPP (centre progressiste) et le Nouveau parti du Japon (NPJ, centre droit modéré). Inscrit dans cette nouvelle majorité, Tatsuo Kawabata est entre autres l'un des directeurs de la commission spéciale parlementaire chargée d'étudier un changement de gouvernance, et est membre de celle sur l'amendement de la loi électorale (aboutissant à la réforme de 1994, qui transforme le précédent scrutin législatif à vote unique non transférable en un système mixte unissant un scrutin uninominal majoritaire à un tour dans 300 circonscriptions locales et une proportionnelle de liste dans 11 blocs correspondant plus ou moins aux régions du Japon).

## L'ascension dans l'opposition

### Vers le PDJ
Après que cette alliance hétéroclite s'est disloquée durant l'été 1994 et que le PSJ et le NPP a formé un gouvernement de Grande coalition avec le PLD, le PDS et Tatsuo Kawabata participent le 10 décembre 1994 à la fondation du nouveau grand parti d'opposition, le Shinshintō ou « Parti de la nouvelle frontière », de tendance centriste et réformiste, en fusionnant avec le Shinseitō, le Kōmeitō, le NPJ et l'Union pour une réforme libérale (fédération de plusieurs petits partis dissidents du PLD créés au cours de l'année 1994 et réunis derrière l'ancien Premier ministre Toshiki Kaifu). Les membres du PDS constituent en son sein une faction interne baptisée « Association démocrate socialiste » (民社協会, Minsha kyōkai) et Tatsuo Kawabata en devient l'un des directeurs. Pourtant, il décide de démissionner de ce nouveau mouvement dès le 16 janvier 1995 (départ officiel le lendemain) pour se rapprocher d'une faction dissidente du PSJ, la « Nouvelle Union Démocrate » (新民主連合, Shin Minshu Rengō) de Sadao Yamahana, et de former un nouveau mouvement devant constituer une troisième voie de type social-libérale et centriste entre la « Grande coalition » au pouvoir et le Shinshintō. En février, il devient le secrétaire exécutif d'une petite organisation locale baptisée « Libéral Kinki » (リベラル近畿, Riberaru Kinki). Il retourne toutefois au Shinshintō dès le mois d'octobre de la même année, prenant par la même occasion la tête de la fédération du parti dans la préfecture de Shiga.
Et c'est sous cette étiquette que Tatsuo Kawabata est réélu député aux élections législatives du 20 octobre 1996, cette fois-ci au scrutin uninominal majoritaire à un tour dans le nouveau 1er district de Shiga créé par la réforme électorale de 1994 et correspondant à la capitale préfectorale, Ōtsu, et aux cinq bourgs et l'unique village du district rural de Takashima (devenu en 2005 une ville en gardant le même nom), le long de la rive occidentale du lac Biwa. Il est élu de peu avec 55 967 voix et 34,71 % des suffrages exprimés, soit seulement 2 491 votes et 1,55 point d'avance sur son adversaire libéral-démocrate Makoto Mekata. Dans le cadre des accords entre majorité et opposition réservant à cette dernière certains postes à la Chambre des représentants, Tatsuo Kawabata prend en novembre 1996 la présidence de la Commission spéciale sur la Prévention des Catastrophes. Le 1er octobre 1997, il fait son entrée dans le sixième contre-gouvernement, ou « Cabinet de demain » (明日の内閣, Asu-no-Naikaku), formé par le Shinshintō, et le quatrième par son deuxième président Ichirō Ozawa, en tant que ministre fantôme du Travail. Il est chargé de contrer son homonyme du second gouvernement de Ryūtarō Hashimoto, le libéral-démocrate Bunmei Ibuki.
Lorsque le Shinshintō se dissous le 27 décembre 1997 (officiellement le 31 décembre) et explose en plusieurs petits mouvements, l'essentiel des anciens du PDS, à savoir 14 députés dont Tatsuo Kawabata et 9 conseillers, forment le Nouveau parti de la Fraternité (NPF) le 5 janvier 1998 (8 autres représentants et 1 autre conseiller de cette même tendance ont quant-à-eux préféré rejoindre le Parti libéral du dernier président du Shinshintō, Ichirō Ozawa, et un dernier député a préféré pour sa part siéger comme indépendant). Kawabata en devient le président du Conseil de recherche politique (chargé de l'élaboration du programme) et donc le numéro 3, derrière son président Kansei Nakano (qui fut le dernier secrétaire général du PDS en 1994 et était le président du Comité des Affaires de la Diète du Shinshintō avant sa dislocation en 1997) et son secrétaire général Eisei Itō. Cette nouvelle formation entame toutefois rapidement un rapprochement avec le Parti démocrate du Japon (PDJ), parti créé en 1996 par la moitié des parlementaires du Parti social-démocrate (PSD, nouveau nom du PSJ) et du NPP qui reprochaient à leurs partis respectifs de continuer leur alliance avec le PLD et appelaient à développer une troisième voie similaire à celle incarnée au Royaume-Uni par Tony Blair ou aux États-Unis par Bill Clinton. Ainsi, le NPF se joint avec 4 autres mouvements d'opposition (à savoir les trois autres héritiers du Shinshintō que sont la Voix du Peuple, le Parti du Soleil et From Five, essentiellement composés d'anciens dissidents du PLD n'ayant pas rejoint le Parti libéral d'Ichirō Ozawa et qui vont fusionner le 23 janvier 1998 pour former le Parti de la bonne gouvernance PBG, à quoi il faut ajouter le Parti des réformes démocratiques PRD, bras politique du principal syndicat japonais Rengō) aux démocrates dès le 8 janvier 1998 dans un groupe parlementaire commun dans les deux chambres de la Diète, baptisé « Fédération Démocrate - Fraternité - Soleil - Peuple » (民主 友愛 太陽 国民 連合, Minshu-Yuai-Taiyō-Kokumin-Rengō) et raccourci en Minyuren (民友連). Finalement, ces différentes formations se mettent d'accord sur la création d'un parti commun et, dès le 12 mars 1998, les dirigeants du PDJ, du NPF, du PRD et du PBG signent le protocole d'unification. La fusion a lieu officiellement lors du congrès tenu à l'hôtel Kitashirakawa Palace à Chiyoda (Tokyo) le 27 avril suivant. Gardant le nom de sa plus importante composante, le Parti démocrate du Japon (PDJ) ou Minseitō devient le nouveau grand parti d'opposition, fort de 92 représentants et 38 conseillers. Tatsuo Kawabata et les autres membres issus du NPF et avant cela du PDS forment en son sein une faction sous le nom encore une fois d'« Association démocrate socialiste » (民社協会, Minsha kyōkai, comme au sein du Shinshintō), dominée par Kansei Nakano.

### L'entrée dans la direction du PDJ
Sous la présidence de Naoto Kan, du 27 avril 1998 au 25 septembre 1999, il est secrétaire général adjoint du PDJ, secondant ainsi le secrétaire général (et numéro 2) du parti Tsutomu Hata. Le 26 septembre 1999, Tatsuo Kawabata est nommé par Yukio Hatoyama (élu la veille président du parti) en tant que président du Comité des Affaires de la Diète, une des principales fonctions exécutives du PDJ avec pour rôle d'organiser l'action parlementaire du mouvement. Il entre également le 1er octobre suivant dans le premier contre-gouvernement formé par les démocrates sous le nom de « Cabinet suivant » ou Next Cabinet (ネクスト・キャビネット, Nekusuto Kyabinetto), en tant que « ministre suivant sans portefeuille ». Il participe alors à la mise en place de la nouvelle stratégie du parti, consistant à adopter une attitude, plutôt inédite au Japon où habituellement majorités et oppositions tentent en permanence de négocier, plus conflictuelle avec le gouvernement. Ainsi, sa première tâche consiste surtout à organiser la fronde parlementaire contre plusieurs textes que la majorité PLD - Parti libéral - Nouveau Kōmeitō tente de passer en force avant la fin de la législature prévue pour la fin de l'année 2000.
Le sujet de friction concerne tout d'abord un très controversé plan de réforme du système de retraites prévoyant une réduction graduelle du montant des pensions publiques indexées sur le revenu des travailleurs salariés jusqu'à 20 % d'ici 2025 et un allongement de l'âge à partir duquel ces pensions commencent à être versées de 60 à 65 ans. Le PDJ, le PSD et le PCJ organisent alors ensemble un boycott de la commission des Affaires sociales et des séances plénières de la Chambre des représentants, tandis que Tatsuo Kawabata estime le 25 novembre 1999 que « le vote en force [finalement opéré par la majorité à la Commission des affaires sociales] a totalement ignoré le rôle qu'un parlement devrait joué ». Le projet de réforme est finalement voté par la Chambre des représentants le 7 décembre suivant, mais il faut attendre l'ouverture de la première session de 2000 pour que le texte passe à la Chambre des conseillers et être définitivement approuvé en mars de cette année. Une confrontation tout aussi forte a lieu concernant le projet de réduction du nombre de membres de la Chambre des représentants de 500 à 480, entraînant un nouveau boycott des séances parlementaires. Le vote rapide de la réforme par les deux chambres en l'absence de l'opposition et les tentatives avortées de ses homologues de la majorité de rétablir un dialogue plus serein font dire à Tatsuo Kawabata : « Nous, le camp de l'opposition, croyons que la situation est anormale, alors que le camp majoritaire dit que c'est normal. Tant que cette différence de perception existe, les choses ne peuvent aller de l'avant ». Quelques jours plus tard, le 7 février 2000, il renouvelle ses propos en déclarant : « Le camp majoritaire dit vouloir normaliser cette situation anormale. Mais pourquoi continuent-ils à traiter les affaires comme d'habitude s'ils admettent que la situation est anormale ». Un accord est toutefois trouvé le lendemain, après onze journées parlementaires boycottées, grâce à une médiation du président de la Chambre des représentants Soichirō Itō. Et, le 23 février suivant, Tatsuo Kawabata se met d'accord avec son homologue du PLD Makoto Koga pour un vote rapide du budget 2000, avant la fin de l'année fiscale 1999 le 31 mars, renouant ainsi avec l'attitude classique de négociation de l'opposition.
Désormais figure de l'opposition, Tatsuo Kawabata est réélu plus facilement qu'en 1996 dans sa circonscription lors des législatives du 25 juin 2000, tout en n'obtenant toujours pas la majorité absolue en nombre de votes. Il réunit ainsi sur son nom 78 834 voix et 44,24 % des suffrages exprimés, devançant cette fois-ci de plus de 10 000 bulletins et 6,64 points le libéral-démocrate Makoto Mekata. Il abandonne la présidence du Comité des Affaires de la Diète le 10 septembre 2000 à Hirotaka Akamatsu, et prend à la place celle du Comité de l'Organisation du PDJ, poste auquel il est reconduit par Naoto Kan après son élection à la tête du parti le 10 décembre 2002 et qu'il conserve ainsi jusqu'au 18 mai 2004. Il est également élu président de la Commission de la Sécurité de la Chambre des représentants en janvier 2001. Il le reste jusqu'en septembre de la même année. Il obtient un sixième mandat de député, avec cette fois-ci la majorité absolue, aux élections législatives du 9 novembre 2003, avec 87 857 voix et 51,02 % des suffrages exprimés. Il s'inscrit désormais définitivement comme un poids lourd du parti et de l'opposition, d'autant que son poids dans la préfecture de Shiga se retrouve renforcé puisque le PDJ y détient désormais trois des quatre circonscriptions (il était jusqu'à présent le seul) dont un autre, dans le 3e district, est issu de sa faction. De plus, il s'affirme progressivement comme le nouveau dirigeant de fait de cette dernière, au fur et à mesure que Kansei Nakano, après son très critiqué et très éphémère passage au secrétariat général du mouvement d'octobre à décembre 2002, se met lui-même en retrait. Cette nouvelle importante semble confirmée par Naoto Kan qui lui confie le « portefeuille » des Affaires intérieures et des Communications dans son deuxième « Cabinet suivant » du 11 décembre 2003 au 20 mai 2004. Le ministre équivalent du second gouvernement de Jun'ichirō Koizumi qu'il est alors chargé de contrer est Tarō Asō. Mais c'est véritablement avec l'élection de Katsuya Okada à la présidence du PDJ le 18 mai 2004 que son ascension au sein de l'opposition atteint son apogée.

### Un des lieutenants de Katsuya Okada à la tête du PDJ
Katsuya Okada confie à nouveau à Tatsuo Kawabata la présidence du Comité des Affaires de la Diète. À l'approche du renouvellement de la moitié de la Chambre des conseillers du 11 juillet 2004, que l'opposition compte bien remporter, la nouvelle direction du PDJ décide de jouer sur les deux points faibles du gouvernement Koizumi à cette époque : la mission des Forces japonaises d'autodéfense (FAD) en Irak et la réforme des retraites (prévoyant une hausse des cotisations et une baisse des prestations, dans un contexte de scandale lié à l'absence de versements des cotisations obligatoires de plusieurs personnalités politiques pendant des périodes plus ou moins longues par le passé). Kawabata est ainsi une nouvelle fois chargé d'organiser, avec le secrétaire général Hirohisa Fujii, une bataille parlementaire sur ces points (et cela malgré un accord dit « tripartite » signé en début d'année par les deux mouvements formant la coalition gouvernementale, le PLD et le Nouveau Kōmeitō, et le PDJ, par lequel ils s'engageaient à favoriser la discussion concernant le processus de réforme du système des pensions).
Concernant l'Irak, il déclare le 28 mai 2004, après une attaque nocturne sur un véhicule transportant deux journalistes indépendants japonais, que : « Nous considérons que la situation là-bas est arrivée à un point tel qu'une évaluation approfondie du déploiement [des FAD] est nécessaire ». Concernant les retraites, les démocrates mettent en place une obstruction parlementaire par la tactique de la « marche du bœuf », consistant à se déplacer de son siège à l'urne pour y déposer son bulletin extrêmement lentement afin de retarder au maximum le vote et faire en sorte que celui-ci ne puisse pas finir avant la fin de la séance et, a fortiori, de la session en cours, à la Chambre des conseillers contre les projets de lois de réforme déposés par le Cabinet et que celui-ci tenterait, d'après eux, de passer en force avant la fin de la session parlementaire. Et cette attitude n'est pas amoindrie après le vote définitif du plan de réforme des retraites par la Chambre des conseillers le 5 juin 2004. Dans une conférence de presse donnée après la clôture de la session ordinaire de la Diète le 16 juin 2004, et le lancement officiel de la campagne pour les élections, Tatsuo Kawabata critique ardemment la majorité : « La Diète a changé, aboutissant à la perte de la confiance du public du fait du comportement de la majorité et du Premier ministre Koizumi. Nous voulons que le peuple regarde cela et donne son verdict ». Et après la victoire du PDJ lors de l'élection de la chambre haute (avec 50 sièges sur les 121 à pourvoir, 39,09 % au vote unique non transférable préfectoral et 37,79 % à la proportionnelle nationale, les démocrates arrivent en tête avec respectivement un élu, 4 et 7,73 points de plus que le PLD qui conserve toutefois la majorité grâce au bénéfice de sa réussite passée lors du précédent renouvellement de 2001 et du relatif bon score du Nouveau Kōmeitō), cette pression s'accentue. Ainsi, dès le 22 juillet 2004, Kawabata annonce la présentation d'une proposition de loi visant à revenir sur le plan gouvernemental de réforme des retraites et se met d'accord avec ses homologues communistes et sociaux-démocrates pour demander une correction complète des 40 erreurs topographiques et autres coquilles mineures au sein du texte de loi afin d'en retarder son application. Ils défendent également ensemble une motion de censure contre le ministre de la Santé, du Travail et des Affaires sociales Chikara Sakaguchi qui est finalement rejetée, en même temps que la proposition de loi démocrate sur les retraites, comme prévu, le 5 août suivant, par 279 voix contre 185 à la Chambre des représentants.
Le rôle important joué par Tatsuo Kawabata dans la campagne des élections à la Chambre des conseillers et dans les offensives menées à la Diète contre la majorité est reconnu par Katsuya Okada qui, réélu à la présidence du PDJ sans adversaire face à lui le 30 août 2004, le nomme secrétaire général, et donc numéro 2 du parti, et « ministre d'État » sans portefeuille dans le Cabinet suivant le 13 septembre. À ce poste, il critique une attitude jugée trop pro-américaine et plus particulièrement trop favorable au président George W. Bush de Jun'ichirō Koizumi. Ainsi, lorsque ce dernier déclare le 14 octobre suivant espérer personnellement la victoire de son homologue américain à l'élection présidentielle des États-Unis du 2 novembre 2004, Tatsuo Kawabata estime que : « Cela lève un doute lorsqu'un premier ministre, en tant que représentant d'un pays, fait des déclarations qui peuvent être pris comme un soutien en faveur d'une campagne particulière [dans un autre pays]. Au delà de ça, on ne devrait pas commenter les positions politiques des candidats [de ces pays] ». Il s'oppose également à l'accord conclu entre Tokyo et Washington en faveur d'une reprise future des importations de viande bovine américaine au Japon (interrompues en 2003 à la suite de l'apparition de cas d'encéphalopathie spongiforme bovine en Amérique du Nord), le considérant comme une faveur accordée par le gouvernement Koizumi à l'administration Bush encore une fois dans le contexte de la présidentielle américaine tandis que le PDJ organise une manifestation pour protester contre cette décision le 28 octobre 2004. Mais il concentre bientôt ses attaques sur le nouveau projet phare du Cabinet, la privatisation de la poste, qu'il qualifie de « projets de lois défectueux qui causeraient l'effondrement du système "mammouth" [la poste japonaise] de la société ». Il participe également à une manifestation des travailleurs postaux contre la réforme organisée à Tokyo le 4 août 2005. Après le rejet du plan postal par la Chambre des conseillers et la décision de Jun'ichirō Koizumi de dissoudre la Chambre des représentants le 8 août 2005 afin de demander l'arbitrage des citoyens, Tatsuo Kawabata reproche la méthode autoritaire adoptée par le Premier ministre pour tenter de faire voter sa réforme : « Il est extrêmement anormal de dire aux parlementaires de voter pour les projets de loi ou le Parlement sera dissout ». Il avait toutefois auparavant appelé une telle dissolution de ses vœux, déclarant dès le 5 août : « Si la Chambre basse est dissoute, nous prendrons cela comme la chance d'une vie, et dirons "merci" », affirmant ainsi sa confiance quant à la capacité du PDJ de parvenir enfin au pouvoir.
Pourtant, c'est la situation inverse qui se produit lors des législatives anticipées du 11 septembre 2005, puisque le PLD de Jun'ichirō Koizumi, malgré de nombreuses dissidences des opposants à la privatisation de la poste, remporte une victoire historique en retrouvant, pour la première fois depuis 1990, la majorité absolue à lui seul après un scrutin, avec 296 députés sur 480. À l'inverse, le PDJ perd plus de la moitié de ses circonscriptions locales (il n'en remporte que 52 sur 300, contre 105 en 2003) et 6,37 points et 61 sièges à la proportionnelle, et ne dispose donc plus que de 113 élus sur 480 contre 177 avant la dissolution. Tatsuo Kawabata est lui-même battu dans son 1er district de Shiga par l'adversaire libéral-démocrate qu'il avait largement battu en 2003, Kenichirō Ueno. Il ne réunit ainsi que 89 503 voix (un score tout de même quantitativement supérieur à celui de 2003, mais la participation avait alors été plus faible de près de 10 points) et 43,6 % des suffrages exprimés, soit 5 168 bulletins et 2,52 points de moins qu'Ueno. Il reste toutefois membre de la Chambre des représentants en étant élu en quatrième position sur la liste démocrate à la proportionnelle dans le bloc de Kinki qui obtient, avec 3 157 556 votes (29,02 %), 9 sièges. Le PDJ a ainsi été la victime d'un véritable plébiscite en faveur de Jun'ichirō Koizumi et n'a pas réussi à détourner l'opinion publique de la question de la privatisation de la poste au profit de ses propositions, ce que Tatsuo Kawabata résume au soir de la défaite par : « Comparativement au sujet unique du parti au pouvoir, notre politique n'était pas aussi pénétrante ». Estimant partager la « grave responsabilité » de ce mauvais résultat, il annonce immédiatement, à l'instar du président Katsuya Okada, son intention de démissionner du secrétariat général. Il est remplacé le 18 septembre suivant, après l'élection de Seiji Maehara (dont il a soutenu la candidature victorieuse contre Naoto Kan) à la tête du parti, par Yukio Hatoyama.

### Un chef de faction au sein du PDJ
Malgré son échec électoral personnel à Shiga et sa perte du poste de secrétaire général, Tatsuo Kawabata ne voit pas pour autant sa position au sein de l'opposition véritablement affaiblie. Il est tout d'abord conforté en tant que chef de la faction démocrate socialiste puisque Kansei Nakano n'a pour sa part été réélu ni au vote majoritaire, ni à la proportionnelle, et ne fait donc plus partie de la Diète. Or, ce groupe reste l'un des plus importants de la Diète avec environ 30 parlementaires, certes assez loin derrière la cinquantaine de membres des factions Hatoyama ou des partisans d'Ichirō Ozawa, mais plus ou moins à égalité avec celles de Naoto Kan, des anciens socialistes de Takahiro Yokomichi ou des jeunes réformateurs du « Comité Ryōun » de Seiji Maehara et Yukio Edano. Il est également juge laïc (non magistrat de profession) de la Cour d'empêchement des Juges à partir d'octobre 2005. Il n'a participé à ce poste qu'à un seul procès, celui en décembre 2008 du juge Yoshiharu Shimoyama, reconnu coupable de harcèlement pour avoir envoyé à 16 occasions une vingtaine de courriers électroniques, dont certains à caractère sexuel, à une de ses collaboratrices : il s'agit alors du sixième magistrat empêché de l'histoire du pays, et le premier depuis 2001,.
De plus, son soutien crucial à Seiji Maehara dans la course à la présidence du PDJ lui vaut d'être conservé au sein de la direction du mouvement, certes à une position moindre, en tant que président du Conseil exécutif permanent (organe chargé d'assurer l'intérim du bureau après sa démission ou son empêchement, et qui prépare les élections du président). Lorsque Seiji Maehara doit annoncer sa démission le 31 mars 2006 à la suite du scandale du « faux email » (un député démocrate, Hisayasu Nagata, avait déclaré lors d'une réunion de la Diète le 16 février 2006 avoir en sa possession un email dont le dirigeant de la société d'accès internet Livedoor Takafumi Horie, mis en examen le 13 janvier pour des malversations boursières, serait l'auteur et faisant l'état de 30 millions de yens que Livedoor aurait payé au fils du secrétaire général du PLD Tsutomu Takebe, avant d'admettre que le courrier électronique en question était un faux le 28 février suivant), Tatsuo Kawabata est donc chargé de gérer les affaires courantes et d'organiser l'élection de son successeur. Pour cette raison, il ne prend position en faveur d'un candidat qu'à la toute fin de la campagne, et apporte alors son soutien et celui de sa faction à Ichirō Ozawa qui est élu le 7 avril par 119 voix contre 72 à Naoto Kan. Le nouveau président confirme Tatsuo Kawabata à la tête du Conseil exécutif permanent.
Son importance auprès de la fédération du PDJ à Shiga est également prépondérante, en tant notamment que son président. Ainsi, à l'approche de l'élection du gouverneur de la préfecture, prévue pour le 2 juillet 2006, les démocrates locaux, divisés quant au choix du candidat à investir entre le gouverneur sortant Yoshitsugu Kunimatsu et sa principale adversaire la sociale-démocrate Yukiko Kada, demandent à Tatsuo Kawabata de trancher. Il apporte alors son soutien à Kunimatsu, quand bien même son projet de grands travaux, notamment la construction d'une nouvelle gare de Shinkansen, vivement critiqué par Yukiko Kada comme du gaspillage financier dans un contexte de fort endettement de la préfecture, divise le PDJ et son électorat. Or, c'est bien ce thème qui coûte au gouverneur sortant d'être battu par Kada, alors qu'il avait l'investiture de tous les grands partis nationaux à l'exception du PSD et du PCJ, avec 39,2 % des suffrages exprimés contre 46,03 %,.
Le 26 septembre 2006, il abandonne la présidence du Conseil exécutif permanent et devient l'un des vice-présidents du PDJ, fonction avant tout honorifique. De plus, il prend la tête de plusieurs commissions ou instituts de recherche internes au parti chargés de réfléchir au projet politique des démocrates sur des sujets précis : c'est le cas de l'« Institut de la politique des transports » le 7 novembre suivant, et celle de la « commission de la politique énergétique » le 13 décembre de la même année. En janvier 2009, il prend la présidence de la commission de l'Audit et du Contrôle de l'Administration de la Chambre des représentants.
Lorsqu'Ichirō Ozawa démissionne 11 mai 2009 sur fond de scandale financier, et l'organisation d'une élection ouverte aux seules parlementaires du PDJ pour lui choisir un successeur le 16 mai, Tatsuo Kawabata apporte, contre toute attente, son soutien et celui de sa faction à Katsuya Okada contre Yukio Hatoyama. En effet, s'il a toujours conservé de bonnes relations avec celui qui fut son président lorsqu'il était secrétaire général en 2004 et 2005, Kawabata et les ex-démocrates socialistes passaient depuis 2006 pour être parmi les plus proches alliés du groupe Hatoyama, ainsi que pour être plutôt en bons termes avec Ichirō Ozawa. Or, Katsuya Okada se présente clairement comme le candidat de la rupture avec Ozawa en mettant en avant son image de « M. Propre » pour faire oublier le scandale ayant touché le président démissionnaire, tandis que Yukio Hatoyama, le secrétaire général sortant, second d'Ozawa depuis son arrivée à la tête du parti en 2006 et l'ayant soutenu jusqu'au bout malgré les critiques et les appels à la démission, fait figure d'homme de la continuité. Outre Kawabata, Katsuya Okada est essentiellement soutenu par les groupes des jeunes parlementaires rénovateurs de Seiji Maehara (environ 30 membres de la Diète) et Yoshihiko Noda (environ 20 membres), tandis que Yukio Hatoyama se repose sur sa propre faction (environ 30 parlementaires) et celle d'Ichirō Ozawa (50 membres environ). Naoto Kan pour sa part, un temps pressenti pour se lancer lui aussi dans la course, finit par laisser leur liberté de vote à ses partisans tout en montrant une légère préférence pour Okada. Celui-ci est de plus le favori des sondages, une étude publiée par le Mainichi Shinbun le 14 mai faisant état de 25 % des personnes interrogées lui apportant leur préférence pour prendre la tête de l'opposition contre 13 % à Hatoyama, 12 % à Kan, 8 % à Maehara et 5 % à Akira Nagatsuma (indépendant soutenant Okada). Le vote n'est toutefois ouvert qu'aux seuls parlementaires dont une grande partie, notamment au sein de la majorité démocrate à la Chambre des conseillers, reste fidèle à Ichirō Ozawa, et Katsuya Okada est finalement battu le 16 mai 2009 par Yukio Hatoyama, par 95 voix contre 124. Dans un souci d'unité, le nouveau chef de l'opposition nomme dès le lendemain de sa victoire Katsuya Okada secrétaire général du PDJ. Tatsuo Kawabata, pour sa part, reste vice-président.
Lors des élections législatives finalement organisées le 30 août 2009, marquées par une victoire historique du PDJ sur le plan national avec une majorité absolue de 308 députés sur 480, Tatsuo Kawabata reconquiert facilement son 1er district de Shiga. Il bat ainsi son « assassin » libéral-démocrate de 2005, Kenichirō Ueno, par 112 590 voix (51,93 % des suffrages exprimés) contre 82 262 (37,94 %). Il fait donc désormais partie de la nouvelle majorité.

## Ministre de l'Éducation
Lorsque Yukio Hatoyama, élu Premier ministre, forme son Cabinet le 16 septembre 2009, il y nomme Tatsuo Kawabata ministre de l'Éducation, de la Culture, des Sports, des Sciences et de la Technologie. Il complète ce portefeuille par celui de ministre d'État chargé de la Politique scientifique et technologique à compter du 7 janvier 2010, succédant à ce poste au vice-Premier ministre Naoto Kan qui a dû l'abandonner pour prendre en main le ministère des Finances après la démission pour raison de santé de Hirohisa Fujii. Il conserve ces deux postes après la mise en place d'un nouveau gouvernement par Naoto Kan le 8 juin 2010, et ce jusqu'au remaniement du 17 septembre 2010.
Il annonce rapidement une rupture avec la politique menée par ses prédécesseurs du PLD, tout particulièrement depuis la réforme mise en place en 2006 par le gouvernement Abe renforçant le contrôle de l'État sur les écoles au détriment des collectivités locales, mettant l'accent sur la nécessité de diffuser auprès des élèves un certain « patriotisme » et renversant les politiques éducatives dites yutori (« détendues ») pour faire face à la baisse du niveau scolaire. Tatsuo Kawabata va dès ses premières semaines en fonction à contresens de ces mesures. Ainsi, il désire au contraire renforcer la décentralisation et l'autonomie de l'éducation en déclarant : « Le gouvernement central est là pour maintenir un certain niveau d'éducation et un environnement approprié, mais les gouvernements locaux devraient avoir une totale liberté pour exécuter cette politique ». Il envisage pour ce faire que « les écoles devraient être gérées par une sorte de conseil scolaire [avec] des enseignants, des étudiants, les associations de parents d'élève et la collectivité ». Pour ce qui est de l'échec scolaire, ayant hérité de ses origines familiales (venant d'une dynastie de pharmaciens) et de sa formation d'ingénieur chimiste un intérêt tout particulier pour l'aspect expérimental de l'éducation, il veut favoriser la sensibilisation aux liens sociaux et renforcer l'aspect pratique des enseignements. Selon lui, « un nombre croissant d'enfants ne peuvent appliquer leur connaissance de manière pratique. Il y a de moins en moins d'opportunités de sortir [de la classe] pour aller à la rencontre des gens ou de la nature, et de moins en moins d'élèves ont expérimenté le camping ou la pêche. Bien qu'ils soient dans une meilleure forme physique que leurs parents, ils n'ont pas autant de force, et des problèmes sociaux se posent lorsque les enfants manquent de prévenance et de connaissance élémentaire ». Ce renforcement de l'aspect pratique doit s'appliquer également à la formation des enseignants, puisqu'il projette d'allonger cette dernière de 4 à 6 ans.
De plus, il affirme le 21 septembre 2009 vouloir respecter la promesse de campagne du PDJ de rendre gratuite l'inscription au lycée, et cela dès la rentrée 2010, dans un souci de renforcer l'aspect égalitaire du système éducatif, malgré les critiques énoncées face aux difficultés administratives ou de financement (le coût d'une telle mesure étant estimé à 450 milliards de yens). Il s'oppose alors au ministre d'État chargé de la question des enlèvements, Hiroshi Nakai, qui souhaite que cette mesure ne soit pas étendue aux établissements gérés par le Chongryon (association de Zainichi, ou Coréens résidant au Japon, plutôt proche de la Corée du Nord), ou Chosen Gakko, dans le cadre des sanctions mises en place contre le régime de Pyongyang. Tatsuo Kawabata affirme en effet que : « Bien que nous sommes en train de préparer des critères pour juger si les Chosen Gakko sont équivalents aux lycées [du système éducatif japonais], j'ai dit à M. Nakai que des considérations diplomatiques ne seront pas des facteurs » retenus pour trancher en la matière. La loi rendant les inscriptions au lycée gratuites pour les parents d'élèves est votée par la Chambre des représentants le 16 mars 2010.
Concernant la question du financement de ces réformes, il tient à faire participer son administration au processus de révision du budget supplémentaire pour l'année fiscale 2009 voté par le précédent gouvernement engagé par la nouvelle administration afin de supprimer certains projets vus comme des « gaspillages » et se servir des fonds débloqués pour les réorienter vers les promesses électorales du parti, tout en reconnaissant que cela ne sera pas nécessaire (il propose alors de compléter cela par un double système couplant la prise en charge d'une partie des droits d'inscription par les gouvernements locaux pris sur des transferts financiers de l'État à des versements directs de ce dernier aux parents d'élèves). Le symbole de cette redéfinition des priorités dans son champ de compétence reste l'abandon de la création d'un centre national des arts populaires japonais, un des chevaux de bataille de Tarō Asō, très critiqué par l'opposition de l'époque (et nouvelle majorité) qui le jugeait inutile (le qualifiant ironiquement de « musée du manga ») et son coût élevé (11,7 millions de yens). Parmi les autres objectifs fixés par Yukio Hatoyama auquel il doit participer, en tant que responsable de la politique de la recherche, des sciences et de la technologie, figure celui de réduire d'ici 2020 de 25 % les émissions de gaz à effet de serre par rapport à leurs niveaux de 1990. Il s'inscrit toutefois dans une logique de relative continuité concernant l'obligation pour les enseignants d'assister aux cérémonies scolaires au cours desquelles est joué l'hymne national, tout en reconnaissant, au sujet des sanctions disciplinaires développées par de plus en plus d'autorités locales contre les enseignants réfractaires, que « savoir à quel point cela devient de la coercition est une question sensible ». Il apporte également un accord de principe au plan ambitieux lancé par le gouvernement de Yasuo Fukuda en 2008 d'attirer en moyenne 300 000 étudiants étrangers par an, mais le soumet à la nécessité d'être intégré dans le processus de révision budgétaire et de lutte contre les « gaspillages ».
Il est également confronté à l'épineuse question des manuels scolaires, à forte portée diplomatique, notamment avec les pays voisins ayant des contentieux territoriaux avec le Japon (la Russie, la Corée du Sud, la république populaire de Chine ou Taïwan) ou ayant été occupés par le pays durant le premier XXe siècle et qui sont particulièrement sensibles à certains contenus géographiques ou historiques des ouvrages officiels japonais. Ainsi, le 25 décembre 2009, il dévoile la révision des programmes scolaires pour les lycées, et surtout la décision de retirer des directives officielles destinées aux professeurs de géographie dans le secondaire supérieur toute mention des rochers Liancourt, petit groupe d'îlots situé en mer du Japon, administré actuellement par la Corée du Sud sous le nom de Dokdo (독도) mais revendiqué par le Japon avec l'appellation Takeshima (竹島). Cette décision est largement présentée comme une volonté du gouvernement Hatoyama, qui a entamé un processus de réchauffement des relations diplomatiques avec les États asiatiques, de ne pas froisser Séoul, ce que le ministère a officiellement démenti. Tatsuo Kawabata voit dans cette modification le fait que « les programmes des lycées ont besoin de plus d'objectivité et de concision. Nous mettons donc l'accent sur l'importance des problèmes territoriaux en laissant les lycéens se référer à ce qu'ils ont clairement appris sur le sujet au collège », tout en réaffirmant la revendication japonaise sur les îles et en conservant pour le collège les directives définies en juillet 2009 qui, elles, présentent clairement les rochers comme faisant partie intégrante de l'archipel japonais. Cette position relativement ambigüe a entraîné des critiques non seulement du gouvernement sud-coréen, qui, par le biais du porte-parole de son ministère des Affaires étrangères Moon Tae-young, « exprime son profond regret » et dit craindre « que ces nouveaux manuels ne transmettent une conception erronée de l'idée de territoire à la nouvelle génération japonaise. Cela pourrait avoir des conséquences néfastes sur les futures relations entre nos deux pays. Et quoi qu'en dise le gouvernement japonais, nous réaffirmons qu'il n'y a aucun conflit territorial entre la Corée du Sud et le Japon. », mais aussi par des membres de la communauté éducative qui se disent déçus ou tout simplement craignent que l'enseignement de la matière perde en clarté. À cette question géographique s'ajoute l'intégration pour la première fois de mentions de la bataille d'Okinawa et des bombardements conventionnels américains au programme d'histoire[réf. nécessaire].

## Président de commission
Après la réélection de Naoto Kan à la présidence du PDJ le 14 septembre 2010, et donc son maintien au poste de Premier ministre, Tatsuo Kawabata est cité par les médias comme un potentiel candidat au poste de secrétaire général et numéro deux du parti,, en raison de sa neutralité affichée lors de la vive campagne ayant opposé Kan à son rival Ichirō Ozawa. C'est néanmoins Katsuya Okada qui est choisi, et Tatsuo Kawabata n'est pas reconduit dans le gouvernement remanié par Kan le 17 septembre 2010. Il est remplacé par un membre de sa faction, Yoshiaki Takaki, à l'Éducation, et par Banri Kaieda à la politique scientifique et technologique. Il prend quelques semaines plus tard, le 1er octobre 2010, la présidence de la Commission des Règles et de l'Administration de la Chambre des représentants.

## Ministre des Affaires intérieures
Après la démission de Naoto Kan et l'élection pour lui succéder le 29 août 2011 de Yoshihiko Noda, Tatsuo Kawabata revient au sein du Cabinet le 2 septembre suivant en tant que ministre des Affaires intérieures et des Communications ainsi que ministre d'État pour Okinawa et les Territoires du Nord, à la Promotion de la Souveraineté locale et à la Revitalisation régionale. Il le reste jusqu'au troisième remaniement de ce gouvernement le 1er octobre 2012, opéré après la réélection de Yoshihiko Noda à la tête du parti (que Tatsuo Kawabata a soutenue). À la place, il devient l'un des vice-présidents du PDJ, chargé de présider le Congrès du mouvement.

## La défaite électorale
Après la dissolution décidée par Yoshihiko Noda de la Chambre des représentants le 16 novembre 2012, des élections législatives anticipées sont organisées le 16 décembre suivant. Tatsuo Kawabata y est l'une des victimes de l'importante défaite du PDJ, qui retombe à seulement 57 députés tandis que le PLD retrouve le pouvoir. Tatsuo Kawabata est lui-même battu au vote majoritaire dans le 1er district de la préfecture de Shiga par le candidat libéral-démocrate Toshitaka Ōoka (ancien conseiller préfectoral de Shizuoka de 40 ans), obtenant 60 921 et 31,59 % des suffrages exprimés, soit 6 338 votes et 3,28 points de moins que son adversaire. Et, cette fois, il n'est pas reconduit grâce à la proportionnelle, perdant ainsi pour la première fois en 26 ans son siège à la Diète.